# Kissziget, Zala
Kissziget  este un sat în districtul Lent, județul Zala, Ungaria, având o populație de 200 de locuitori (2011). 

## Demografie
Componența etnică a satului Kissziget
     Maghiari (89,54%)
     Romi (8,5%)
     Germani (1,96%)
Componența confesională a satului Kissziget
     Romano-catolici (61%)
     Fără religie (2%)
     Necunoscută (37%)
Conform recensământului din 2011, satul Kissziget avea 200 de locuitori. Din punct de vedere etnic, majoritatea locuitorilor (89,54%) erau maghiari, existând și minorități de romi (8,5%) și germani (1,96%).  Din punct de vedere confesional, majoritatea locuitorilor (61,0%) erau romano-catolici, cu o minoritate de persoane fără religie (2,0%). Pentru 37,0% din locuitori nu este cunoscută apartenența confesională.